# 近鉄15200系電車

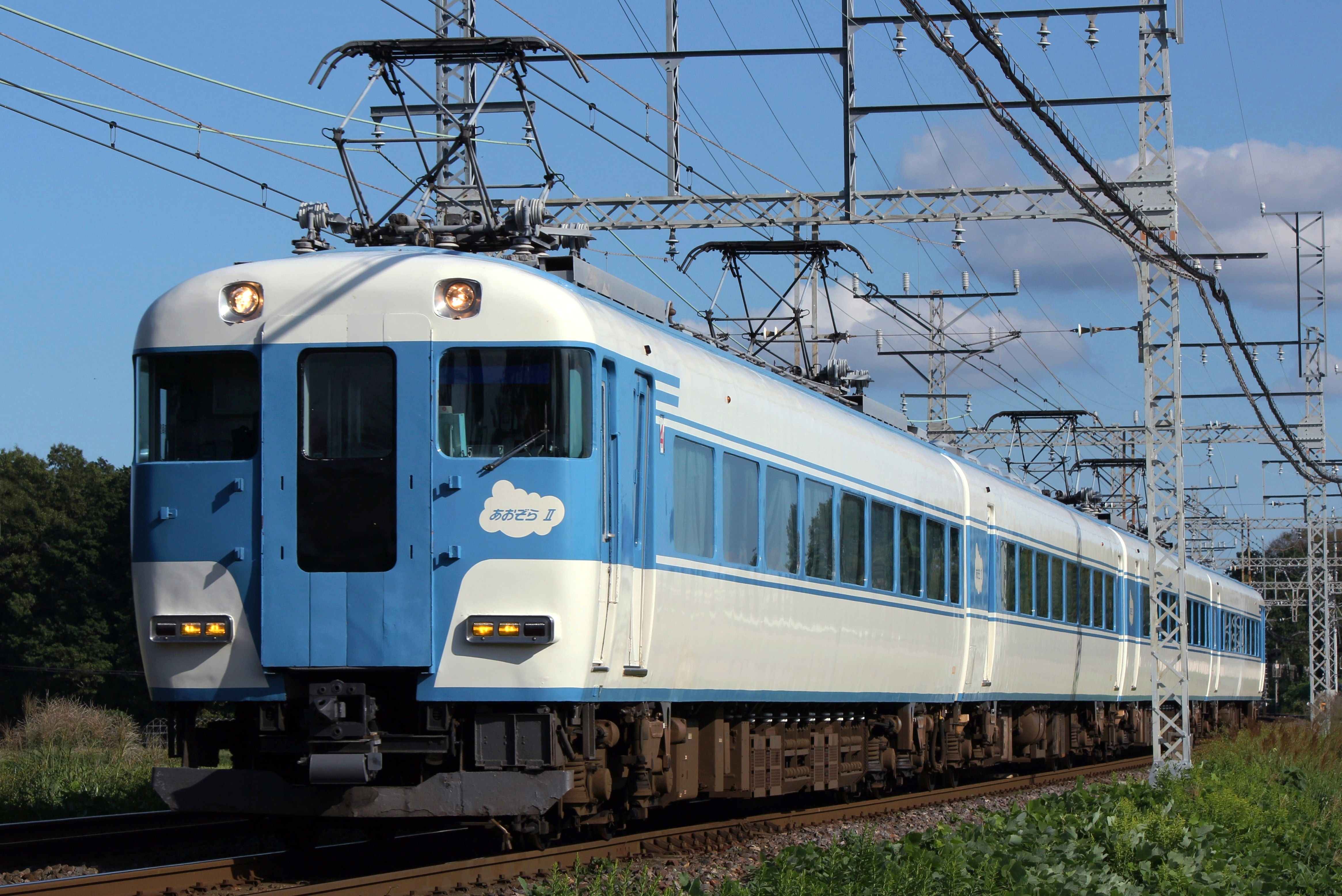
15200系「あおぞらII」

近鉄15200系電車（きんてつ15200けいでんしゃ）は、近畿日本鉄道が2005年に導入した団体用車両の形式である。特急形車両であった12200系「新スナックカー」からの転用改造車で、従来の団体車18200系・18400系の後継車として「あおぞらII」の愛称が引き継がれた。

## 概要

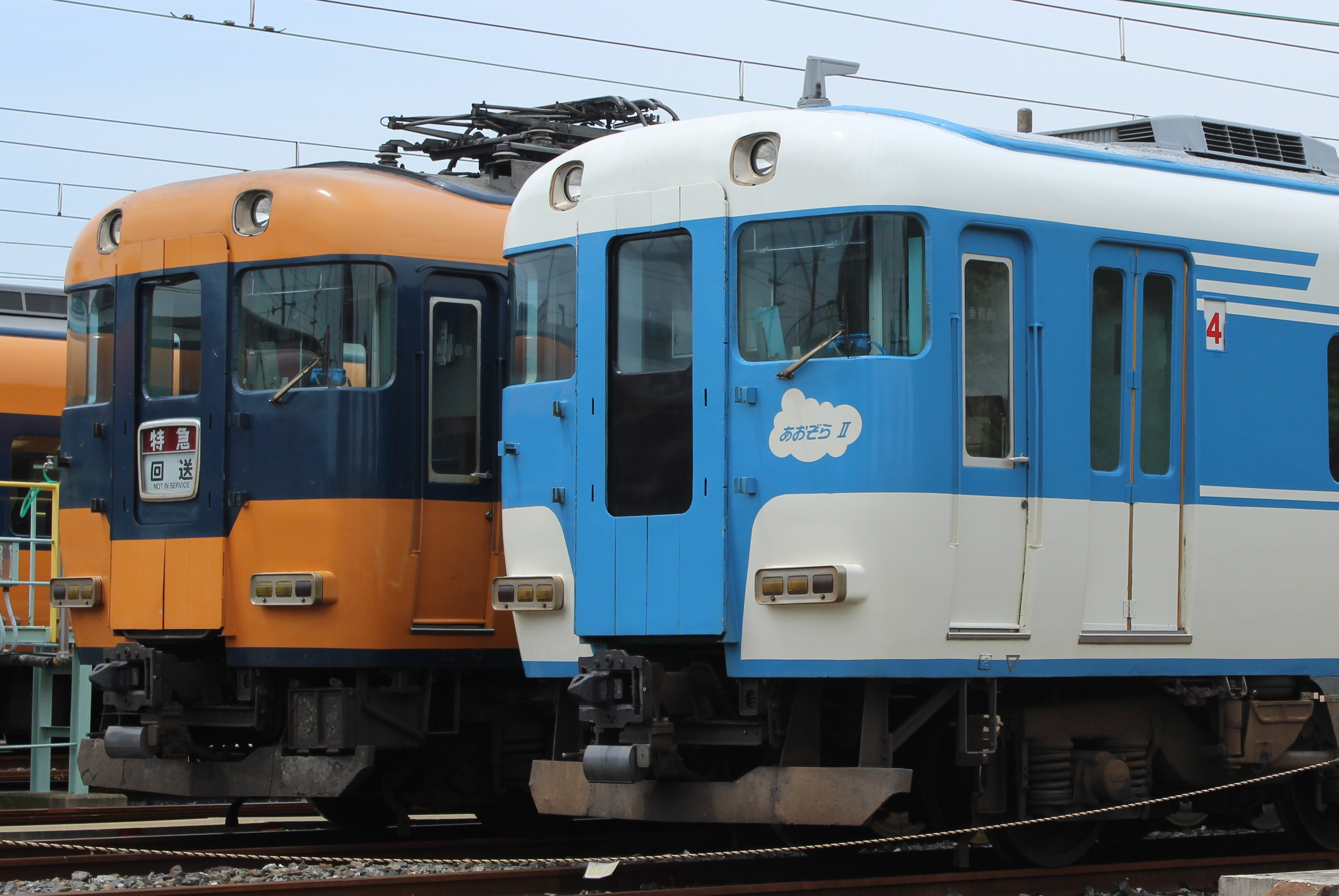
12200系と並ぶ15200系

特急車から改造された団体専用列車として使われていた18200系「あおぞらII」が改造から15年以上が経過し、車両の老朽化が進行したことや、120 km/h運転対応ではないこと、中型車体のために定員が少なく、リクライニングシートでないために居住性にも難があることなどから、2005年に12200系を改造・改番して2代目「あおぞらII」として18200系を代替することとなった。

## 編成構成
電算記号はPNを使用する。
| 編成方向                                                            | ← 大阪難波・大阪上本町・京都・近鉄名古屋近鉄奈良・橿原神宮前・天理・賢島・鳥羽 → | ← 大阪難波・大阪上本町・京都・近鉄名古屋近鉄奈良・橿原神宮前・天理・賢島・鳥羽 → | ← 大阪難波・大阪上本町・京都・近鉄名古屋近鉄奈良・橿原神宮前・天理・賢島・鳥羽 → | ← 大阪難波・大阪上本町・京都・近鉄名古屋近鉄奈良・橿原神宮前・天理・賢島・鳥羽 → | ← 大阪難波・大阪上本町・京都・近鉄名古屋近鉄奈良・橿原神宮前・天理・賢島・鳥羽 → | ← 大阪難波・大阪上本町・京都・近鉄名古屋近鉄奈良・橿原神宮前・天理・賢島・鳥羽 → | ← 大阪難波・大阪上本町・京都・近鉄名古屋近鉄奈良・橿原神宮前・天理・賢島・鳥羽 → | ← 大阪難波・大阪上本町・京都・近鉄名古屋近鉄奈良・橿原神宮前・天理・賢島・鳥羽 → |
| 15201F - 15202F PN01 - PN02 15205F - 15206F PN05 - PN06 4両固定編成 | 形式                                                                             | モ15200形 (Mc)                                                                   | サ15150形 (T)                                                                    | モ15250形 (M)                                                                    | ク15100形 (Tc)                                                                   |                                                                                  |                                                                                  |                                                                                  |
| 15201F - 15202F PN01 - PN02 15205F - 15206F PN05 - PN06 4両固定編成 | 車両写真                                                                         |                                                                                  |                                                                                  |                                                                                  |                                                                                  |                                                                                  |                                                                                  |                                                                                  |
| 15201F - 15202F PN01 - PN02 15205F - 15206F PN05 - PN06 4両固定編成 | 搭載機器                                                                         | ◇,CON,◇                                                                          | MG, CP                                                                           | ◇,CON,◇                                                                          | MG, CP                                                                           |                                                                                  |                                                                                  |                                                                                  |
| 15201F - 15202F PN01 - PN02 15205F - 15206F PN05 - PN06 4両固定編成 | 自重                                                                             | 40.0 t                                                                           | 35.0 t                                                                           | 40.0 t                                                                           | 35.0 t                                                                           |                                                                                  |                                                                                  |                                                                                  |
| 15201F - 15202F PN01 - PN02 15205F - 15206F PN05 - PN06 4両固定編成 | 定員                                                                             | 68                                                                               | 64                                                                               | 68                                                                               | 56                                                                               |                                                                                  |                                                                                  |                                                                                  |
| 15201F - 15202F PN01 - PN02 15205F - 15206F PN05 - PN06 4両固定編成 | 車内設備                                                                         |                                                                                  | 洗面室・トイレ                                                                   |                                                                                  | 洗面室・トイレ                                                                   |                                                                                  |                                                                                  |                                                                                  |
| 15203F PN03 2両固定編成                                             | 形式                                                                             | モ15200形 (Mc)                                                                   | ク15100形 (Tc)                                                                   |                                                                                  |                                                                                  |                                                                                  |                                                                                  |                                                                                  |
| 15203F PN03 2両固定編成                                             | 定員                                                                             | 64                                                                               | 56                                                                               |                                                                                  |                                                                                  |                                                                                  |                                                                                  |                                                                                  |
| 15203F PN03 2両固定編成                                             | 車内設備                                                                         | 車内販売準備室                                                                   | 洗面室・トイレ                                                                   |                                                                                  |                                                                                  |                                                                                  |                                                                                  |                                                                                  |
| 15204F PN04 15207F - 15210F PN07 - PN10 2両固定編成                 | 形式                                                                             | モ15200形 (Mc)                                                                   | ク15100形 (Tc)                                                                   |                                                                                  |                                                                                  |                                                                                  |                                                                                  |                                                                                  |
| 15204F PN04 15207F - 15210F PN07 - PN10 2両固定編成                 | 定員                                                                             | 68                                                                               | 56                                                                               |                                                                                  |                                                                                  |                                                                                  |                                                                                  |                                                                                  |
| 15204F PN04 15207F - 15210F PN07 - PN10 2両固定編成                 | 車内設備                                                                         |                                                                                  | 洗面室・トイレ                                                                   |                                                                                  |                                                                                  |                                                                                  |                                                                                  |                                                                                  |

- 搭載機器欄のCONは制御装置、MGは補助電源装置、CPは電動空気圧縮機、◇はパンタグラフ。

## 編成別概説

### 2005年・2006年改造編成

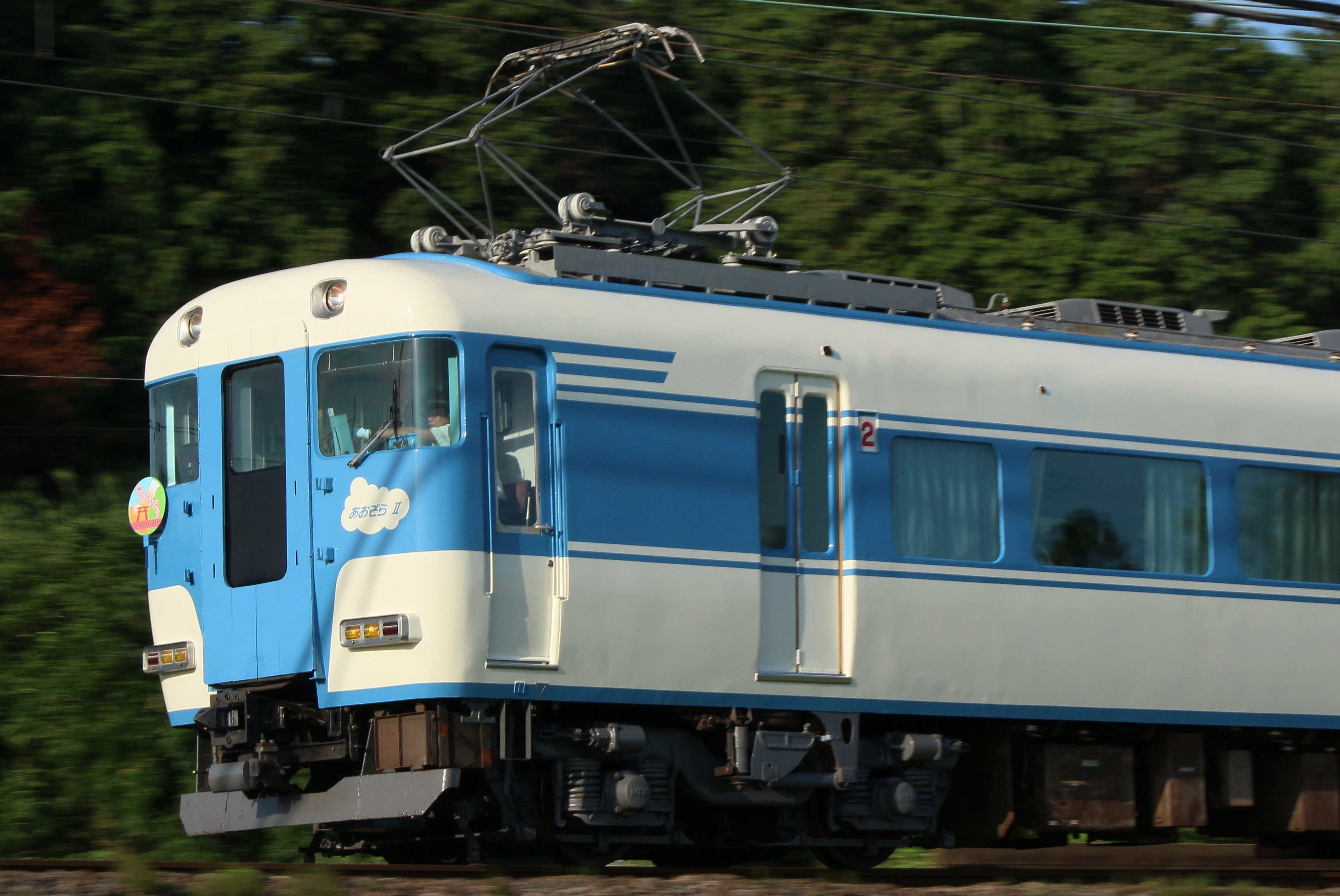
運転室直後に車内販売準備室があるPN03編成（元スナックコーナー設置車）

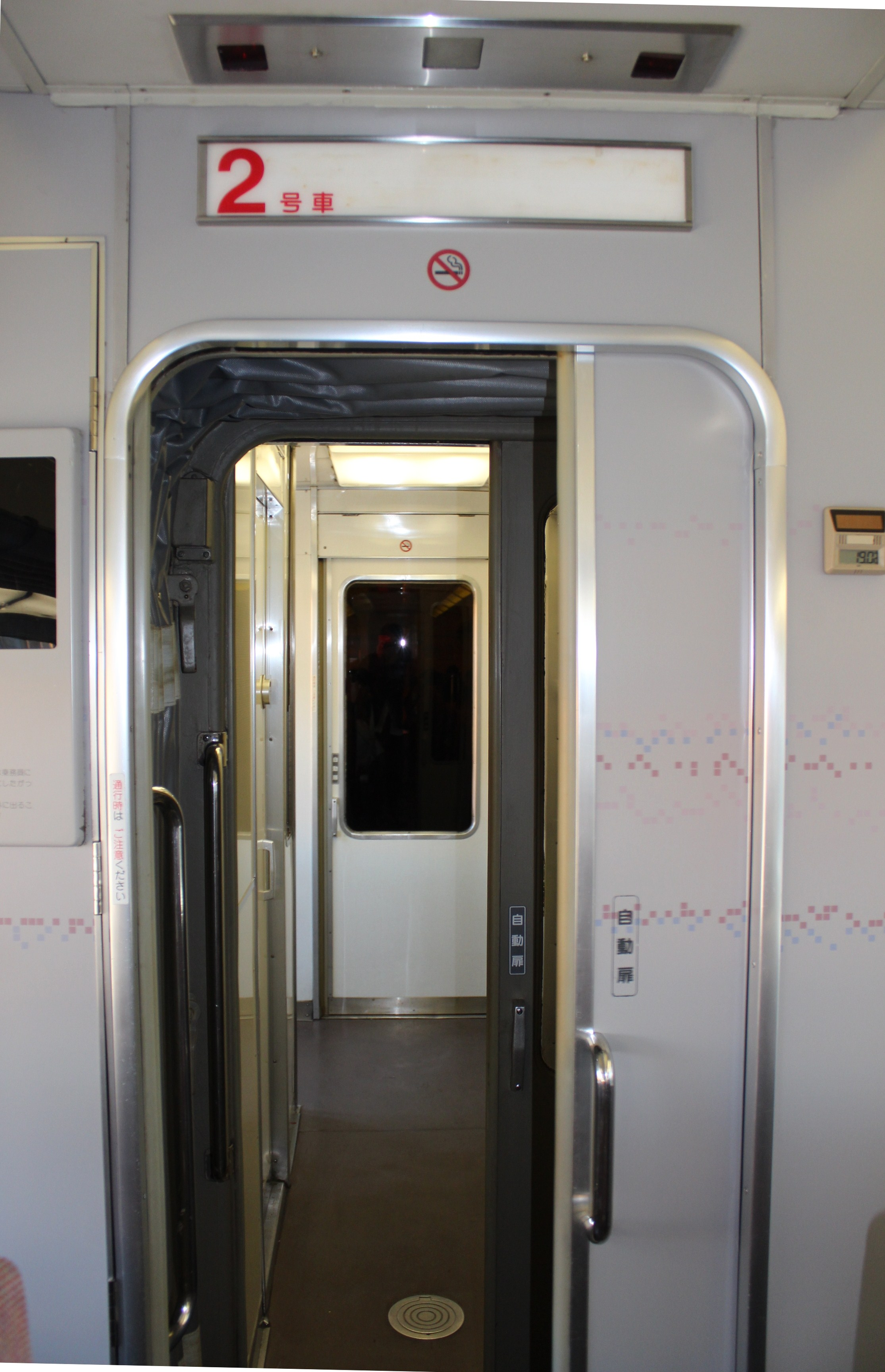
15201F車内
先頭車と中間車（手前）のインテリアが異なる

18200系を置き換えるため、2005年から2006年にかけて4両編成2本と2両編成1本が改造された。車体の塗装を18200系同様の白とスカイブルーのツートンカラーに改め、車内外も補修を行っている。方向幕装置を撤去、車体に表示している形式番号の書体もヘルベチカに変更した。愛称は既存車と同様の「あおぞらII」とされた。走行機器類は12200系時代から大きな変更はない。
4両編成の15201Fと15202Fは種車が先頭車と中間車で異なっていたために、内装も両端2両の先頭車（ピンク系座席のみ取り替えた簡易更新車）と2両の中間車（間接照明付きのフル内装更新車）で異なる。中間車のLED式サインパネルは機能が停止され、従来の札差し込み式の号車表示とされ、そのための枠が妻壁ドア上部に取り付けられた。2両編成車の15203Fは種車が元々2両編成の簡易更新車のため、特段の改造は行われていない。
18200系からの変更点では、運転速度が110 km/hから120 km/hに向上、座席定員も18200系「あおぞらII」（18400系も含めて）は全車両合計で692名だったが、15200系「新あおぞらII」では756名に増加した。車内設備も洋式トイレやリクライニングシート装備となり、全車禁煙とする以外は現行の特急車に準じたものとなっている。
| 編成記号 | 新番号  | 旧番号  | 旧編成記号 |
| -------- | ------- | ------- | ---------- |
| PN01     | モ15201 | モ12220 | N20        |
| PN01     | サ15151 | サ12141 | S41        |
| PN01     | モ15251 | モ12041 | S41        |
| PN01     | ク15101 | ク12320 | N20        |
| PN02     | モ15202 | モ12230 | N30        |
| PN02     | サ15152 | サ12132 | S32        |
| PN02     | モ15252 | モ12032 | S32        |
| PN02     | ク15102 | ク12330 | N30        |
| PN03     | モ15203 | モ12217 | N17        |
| PN03     | ク15103 | ク12317 | N17        |

### 2013年改造編成

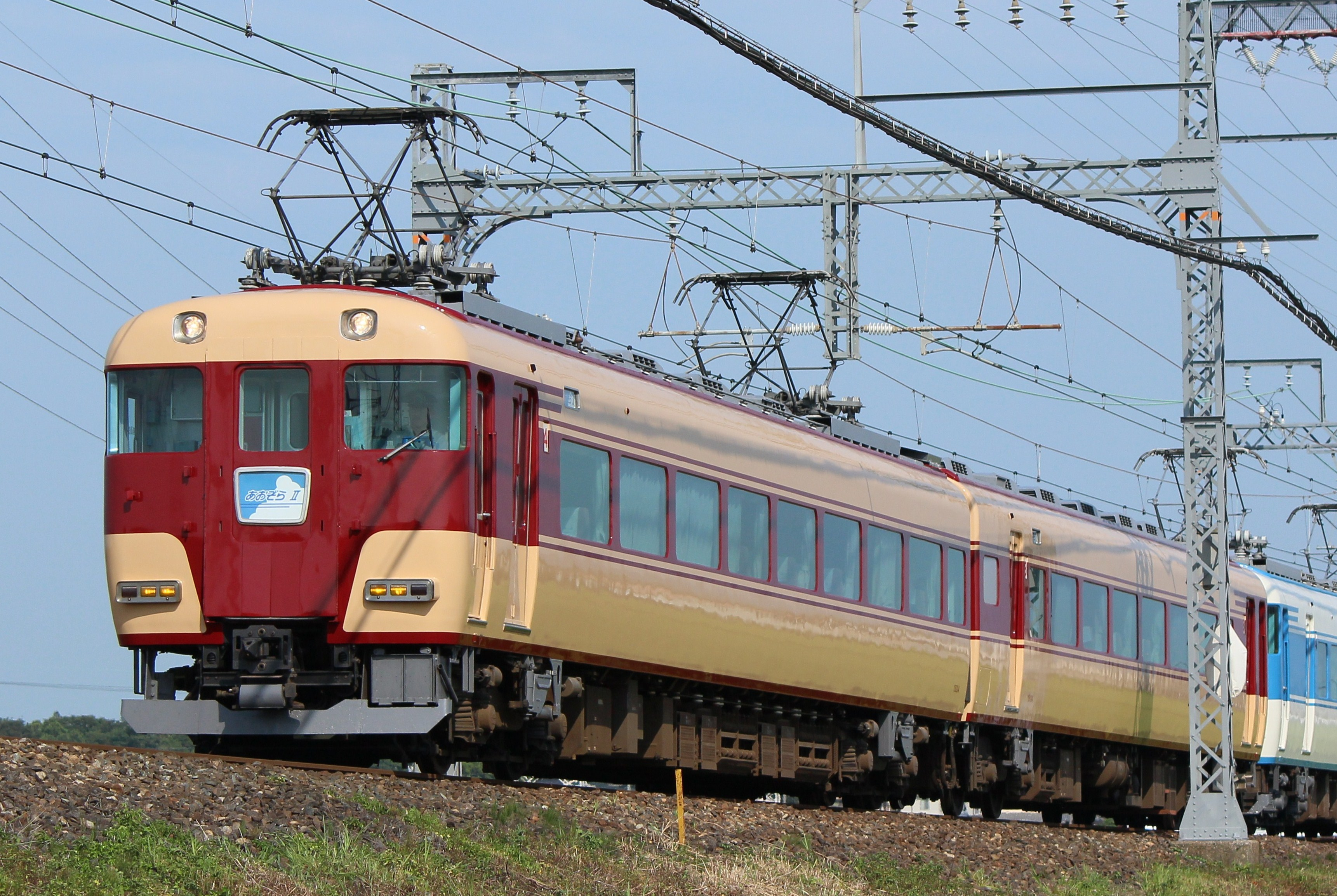
復刻塗装のPN04編成

18400系18409Fの廃車代替として、12200系12231F2両編成を改装・改番した15204Fが2013年6月に導入された。
この編成は20100系「あおぞら号」の塗装であるクリーム地に赤をまとって竣工した。方向幕は15400系と同様に前面幕（ヘッドマークへと改造）・側面幕共に残され、「あおぞらII」の表示が追加された。種車が2両編成の簡易更新車のため、内装の特段の改造は行われていない。
| 編成記号 | 新番号  | 旧番号  | 旧編成記号 |
| -------- | ------- | ------- | ---------- |
| PN04     | モ15204 | モ12231 | N31        |
| PN04     | ク15104 | ク12331 | N31        |

### 2014年改造編成
2014年2月に15201Fの廃車代替として、12200系12243F4両編成を塗装変更・改番した15205F、3月に15202Fの廃車代替として12200系12248F4両編成を塗装変更・改番した15206Fが導入された。
改造内容は15204Fとほぼ同一であるが、更新車の4両編成が種車とされた。本系列の4両編成では初の雨樋・転落防止幌取り付け編成であり、編成全てが間接照明付きのフル内装更新車となっている。方向幕は残され、代わりに運転士側の車体前面窓下にあった「あおぞらII」ロゴマークが廃止された（ヘッドマークがその役割を担うため）。
| 編成記号 | 新番号  | 旧番号  | 旧編成記号 |
| -------- | ------- | ------- | ---------- |
| PN05     | モ15205 | モ12243 | NS43       |
| PN05     | サ15155 | サ12143 | NS43       |
| PN05     | モ15255 | モ12043 | NS43       |
| PN05     | ク15105 | ク12343 | NS43       |
| PN06     | モ15206 | モ12248 | NS48       |
| PN06     | サ15156 | サ12148 | NS48       |
| PN06     | モ15256 | モ12048 | NS48       |
| PN06     | ク15106 | ク12348 | NS48       |

### 2021年改造編成
2021年1月から5月にかけて15203F - 15206Fの廃車代替として余剰車2両編成4本を塗装変更・改番した15207F - 15210が導入された。この置き換えの際、15209F・15210Fの導入が遅れたため、一時的に団体専用列車不足となり、12249Fが塗装変更・改番を省略したまま「あおぞらII」に格下げされたが、2023年2月に廃車された。
| 編成記号 | 新番号  | 旧番号  | 旧編成記号 |
| -------- | ------- | ------- | ---------- |
| PN07     | モ15207 | モ12240 | NS40       |
| PN07     | ク15107 | ク12340 | NS40       |
| PN08     | モ15208 | モ12250 | NS50       |
| PN08     | ク15108 | ク12350 | NS50       |
| PN09     | モ15209 | モ12255 | N55        |
| PN09     | ク15109 | ク12355 | N55        |
| PN10     | モ15210 | モ12254 | N54        |
| PN10     | ク15110 | ク12354 | N54        |

## 運用
乗客の数に応じて、特急車時代と同様に、2 - 8両編成の範囲で運用される。輸送需要やイベント内容によっては他車と連結される場合もあり、2012年には15400系「かぎろひ」と併結した伊勢方面への団体臨時列車、2013年には20000系「楽」との併結による車庫線めぐりのツアー列車が運転されている。
近畿地方3府県（大阪府・兵庫県・奈良県）の小学校における修学旅行などでの利用については、公益財団法人全国修学旅行研究協会大阪事務局に置かれる「あおぞら号近畿地区運営協議会」が調整を行っている。特急車両での団体利用には特急料金が必要であるが、「あおぞらII」は不要である。
大阪線 - 名古屋線相互間を往来する場合、通常は中川短路線を通らず伊勢中川駅を経由していた。このため名古屋線内では通常の特急と逆向きになっていた。2022年現在は通常の特急車と同じ向きで運用されている。
かつて在籍していた15201Fは高安検車区、15202F・15204F・15206Fは明星検車区、15203F・15205Fが東花園検車区に配置されていた。従来、大阪地区の運用編成は高安検車区の配置とされていたが、2014年9月に東花園検車区の配置に変更された。

## 廃車
2014年2月から3月にかけて15205F・15206Fが導入されたことにより、5月に15201F・15202F、2021年1月から5月にかけて15207F - 15210Fが導入されたことにより、15203F - 15206Fが除籍・廃車解体された。

## 編成一覧
|                | 出場       | 転落防止幌 | 方向幕   | 廃車      |
| -------------- | ---------- | ---------- | -------- | --------- |
| 15201F（PN01） | 2005年12月 | 未設置     | 撤去     | 2014年5月 |
| 15202F（PN02） | 2005年12月 | 未設置     | 撤去     | 2014年5月 |
| 15203F（PN03） | 2006年1月  | 設置済     | 撤去     | 2021年2月 |
| 15204F（PN04） | 2013年6月  | 設置済     | 継続使用 | 2021年2月 |
| 15205F（PN05） | 2014年2月  | 設置済     | 継続使用 | 2021年2月 |
| 15206F（PN06） | 2014年3月  | 設置済     | 継続使用 | 2021年2月 |
| 15207F（PN07） | 2021年1月  | 設置済     | 継続使用 | 在籍中    |
| 15208F（PN08） | 2021年1月  | 設置済     | 継続使用 | 在籍中    |
| 15209F（PN09） | 2021年3月  | 設置済     | 継続使用 | 在籍中    |
| 15210F（PN10） | 2021年5月  | 設置済     | 継続使用 | 在籍中    |